# TiD
 Denne artikel omhandler modelbetegnelsen TiD. Opslagsordet har også en anden betydning, se Tid (flertydig).
TiD (Turbo Injected Diesel) var den svenske bilfabrikant Saab Automobiles betegnelse for en dieselmotor med direkte indsprøjtning. Betegnelsen blev første gang brugt i 1998 på Saab 9-3 2,2 TiD.
Motorerne blev ikke bygget af Saab selv, men derimod af Opel, Fiat eller Isuzu.
TTiD-varianterne havde dobbelt turbolader, mens de øvrige varianter havde enkelt turbolader.

## Motortyper
| Motortype | Cylindre | Ventiler | Slagvolume | Effekt          | Moment | Fabrikat | Bilmodel           |
| --------- | -------- | -------- | ---------- | --------------- | ------ | -------- | ------------------ |
| 1.9 TiD   | 4        | 8        | 1910       | 88 kW (120 hk)  | 280 Nm | Fiat     | Saab 9-3           |
| 1.9 TiD   | 4        | 16       | 1910       | 96 kW (130 hk)  | 320 Nm | Fiat     | Saab 9-3           |
| 1.9 TiD   | 4        | 16       | 1910       | 110 kW (149 hk) | 320 Nm | Fiat     | Saab 9-3, Saab 9-5 |
| 1.9 TiD   | 4        | 16       | 1910       | 118 kW (160 hk) | 360 Nm | Fiat     | Saab 9-3           |
| 1.9 TTiD  | 4        | 16       | 1910       | 132 kW (179 hk) | 400 Nm | Fiat     | Saab 9-3           |
| 2.0 TiD   | 4        | 16       | 1956       | 118 kW (160 hk) | 380 Nm | Fiat     | Saab 9-5           |
| 2.0 TTiD  | 4        | 16       | 1956       | 140 kW (190 hk) | 400 Nm | Fiat     | Saab 9-5           |
| 2.2 TiD   | 4        | 16       | 2171       | 85 kW (116 hk)  | 260 Nm | Opel     | Saab 9-3           |
| 2.2 TiD   | 4        | 16       | 2171       | 88 kW (120 hk)  | 280 Nm | Opel     | Saab 9-5           |
| 2.2 TiD   | 4        | 16       | 2171       | 92 kW (125 hk)  | 280 Nm | Opel     | Saab 9-3           |
| 3.0 TiD   | 6        | 24       | 2958       | 130 kW (177 hk) | 350 Nm | Isuzu    | Saab 9-5           |